# Miss Indonésie
Pour les articles homonymes, voir Miss.
Miss Indonésie est un concours de beauté féminine destiné aux jeunes femmes habitantes et de nationalité indonésienne, âgées de moins de 24 ans. Il est organisé par MNC group  en partenariat avec la société de cosmétiques Sari Ayu. Le concours se tient généralement à Jakarta. Tenu depuis 2005, la lauréate du concours est désignée pour représenter le pays à Miss Monde. Le concours a comme équivalent Puteri Indonesia (Princesse d'Indonésie), créé en 1992, qui permet de représenter le pays au concours de Miss Univers.
Pour l'instant, aucune Miss Indonésie n'a remporté le titre de Miss Monde.

## Processus d’élection et règlement de participation
Afin de représenter sa province à la finale du concours, chaque participante doit passer par un processus d'audition menée dans les grandes villes d'Indonésie. Chaque année, un total de 33 participantes sont sélectionnées pour participer à la finale, une de chaque province.
Pour entrer dans le concours Miss Indonésie, il faut :
- être de nationalité indonésienne ;
- être âgée d'au moins 17 ans et au maximum de 23 ans ;
- être résidente dans la région représentée;
- mesurer au minimum 1,67 m ;
- être célibataire et n'être pas mariée ;
- être sans enfant ;
- n'être pas lier par contrat ;
- être capable de communiquer dans une langue étrangère apportera une valeur ajoutée;
- avoir des compétences spéciales dans un domaine (la danse, la musique, le leadership, les langues, ...).

## Lauréates
| Année | Nom                                             | Province                              | Classement et notes                                                                                          | Lieu                                        |
| ----- | ----------------------------------------------- | ------------------------------------- | --- | ------------------------------------------- |
| 2005  | Imelda Fransisca Wijaya (°1982-)                | Java occidental                       | 1re dauphine au concours Miss ASEAN 2005                                                                     | Sarbini Hall, Jakarta                       |
| 2006  | Kristania Virginia Besouw (°1985-)              | Sulawesi du Nord                      | Elle est la première Miss Indonésie à participer au concours Miss Monde.                                     | Sarbini Hall, Jakarta                       |
| 2007  | Kamidia Radisti (°1984-)                        | Java occidental                       | | Centre de conventions de Jakarta, Jakarta   |
| 2008  | Sandra Angelia Hadisiswantoro (°1986-)          | Java oriental                         | | Centre de conventions de Jakarta, Jakarta   |
| 2009  | Kerenina Sunny Halim (°1986-)                   | Jakarta SCR                           | | Centre de conventions de Jakarta, Jakarta   |
| 2010  | Asyifa Syafiningdyah Putrambami Latief (°1988-) | Java occidental                       | | Central Park, Jakarta                       |
| 2011  | Astrid Ellena Indriana Yunadi (°1990-)          | Java oriental                         | Top 15 au concours Miss Monde 2011. Gagnante du concours Beauté pour une cause à Miss Monde.                 | Central Park, Jakarta                       |
| 2012  | Ines Putri Tjiptadi Chandra (°1989-)            | Bali                                  | Top 15 (14e) au concours Miss Monde 2012. Troisième dauphine du concours Beauté pour une cause à Miss Monde. | Hall D2 Jakarta International Expo, Jakarta |
| 2013  | Vania Larissa Tan (°1995-)                      | Kalimantan occidental                 | Top 10 (8e) au concours Miss Monde 2013.                                                                     | Hall D2 Jakarta International Expo, Jakarta |
| 2014  | Maria Asteria Sastrayu Rahajeng (°1991-)        | Sulawesi occidental                   | Top 25 au concours Miss Monde 2014. Gagnante du concours Beauté pour une cause à Miss Monde.                 | Hall D2 Jakarta International Expo, Jakarta |
| 2015  | Maria Harfanti (°1992-)                         | Territoire spécial de Yogyakarta      | 2eme Dauphine de Miss Monde 2015 Miss World Asia 2015                                                        | Hall D2 Jakarta International Expo, Jakarta |
| 2016  | Natasha Mannuela (°1994-)                       | Îles Bangka Belitung                  | 2ème Dauphine de Miss Monde 2016 Miss World Asia 2016                                                        | Studio 14th RCTI, Kebon Jeruk, Jakarta      |
| 2017  | Achintya Holte Nilsen (°1999-)                  | Petites îles de la Sonde occidentales | Top 10 à Miss Monde 2017                                                                                     | MNC Studio, Kebon Jeruk, Jakarta            |
| 2018  | Alya Nurshabrina (°1996-)                       | Java occidental                       | Top 30 à Miss Monde 2018                                                                                     | MNC Studio, Kebon Jeruk, Jakarta            |
| 2019  | Princess Megonondo (°2000-)                     | Jambi                                 | Top 40 à Miss Monde 2019                                                                                     | MNC Studio, Kebon Jeruk, Jakarta            |
| 2020  | Pricillia Carla Yules (°1996-)                  | Sulawesi occidental                   | Top 6 à Miss Monde 2021                                                                                      | MNC Studio, Kebon Jeruk, Jakarta            |
| 2022  | Audrey Vanessa Susilo                           | Sulawesi du Nord                      | Top 40 à Miss Monde 2023                                                                                     | RCTI+ Studio, Jakarta                       |
| 2024  | Monica Kezia Sembiring                          | Sumatra du Nord                       | | RCTI+ Studio, Jakarta                       |

## Galerie

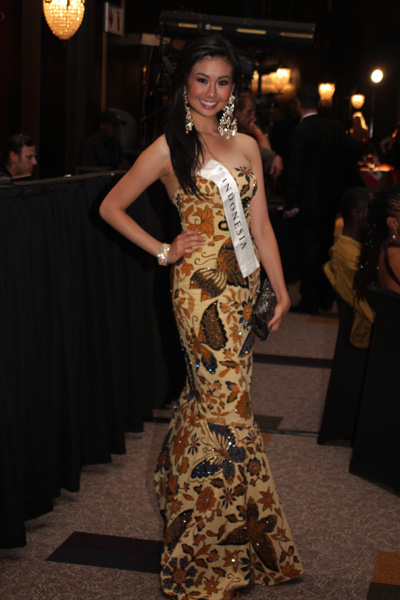
Sandra Angelia, Miss Indonésie 2008.
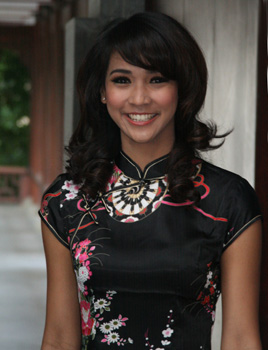
Kamidia Radisti, Miss Indonésie 2007.
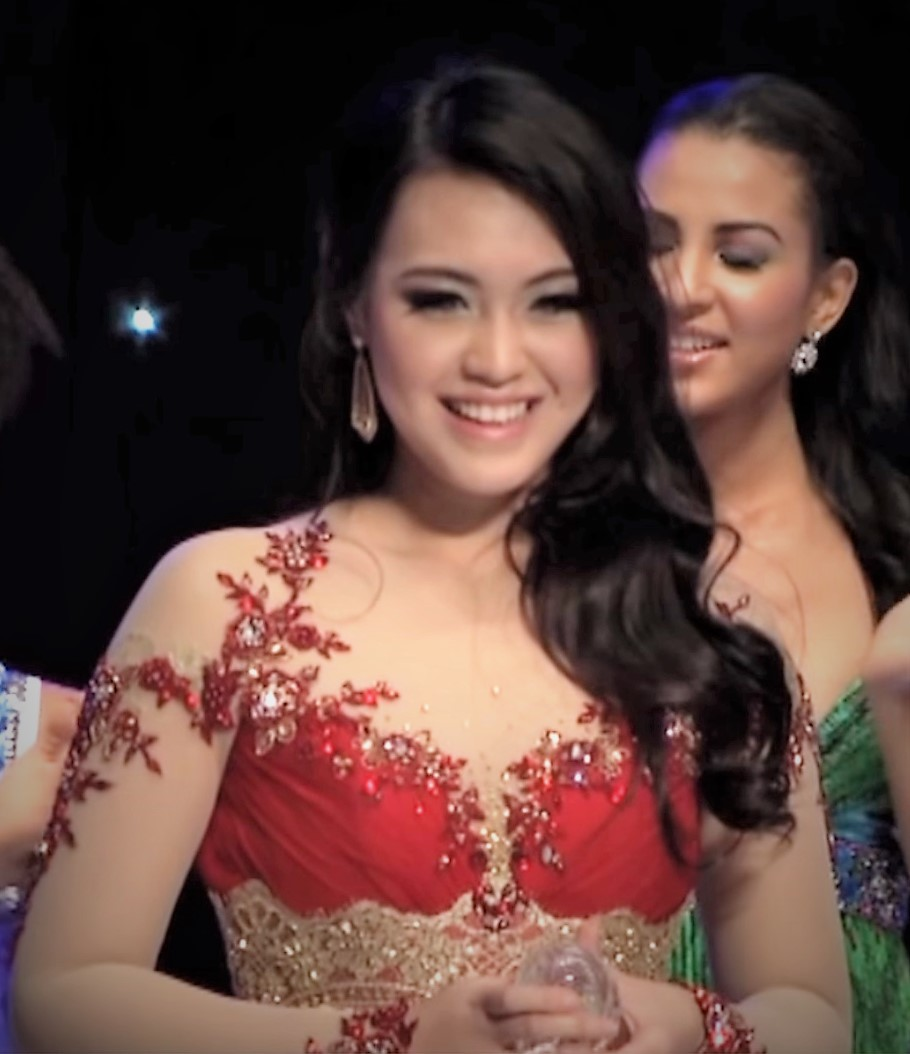
Vania Larissa, Miss Indonésie 2013.
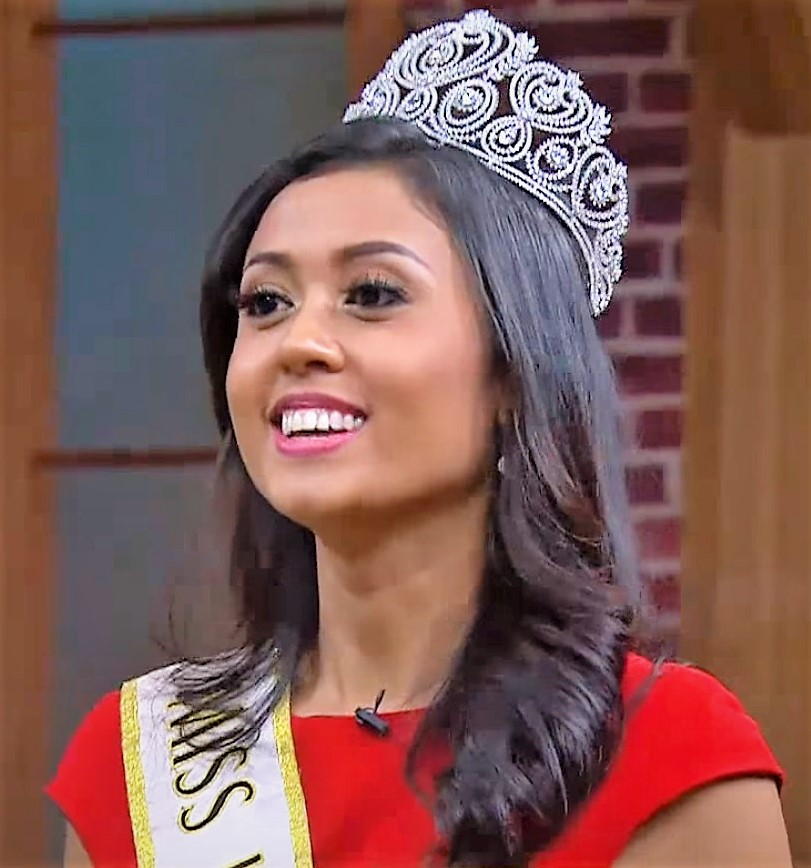
Maria Harfanti, Miss Indonésie 2015.
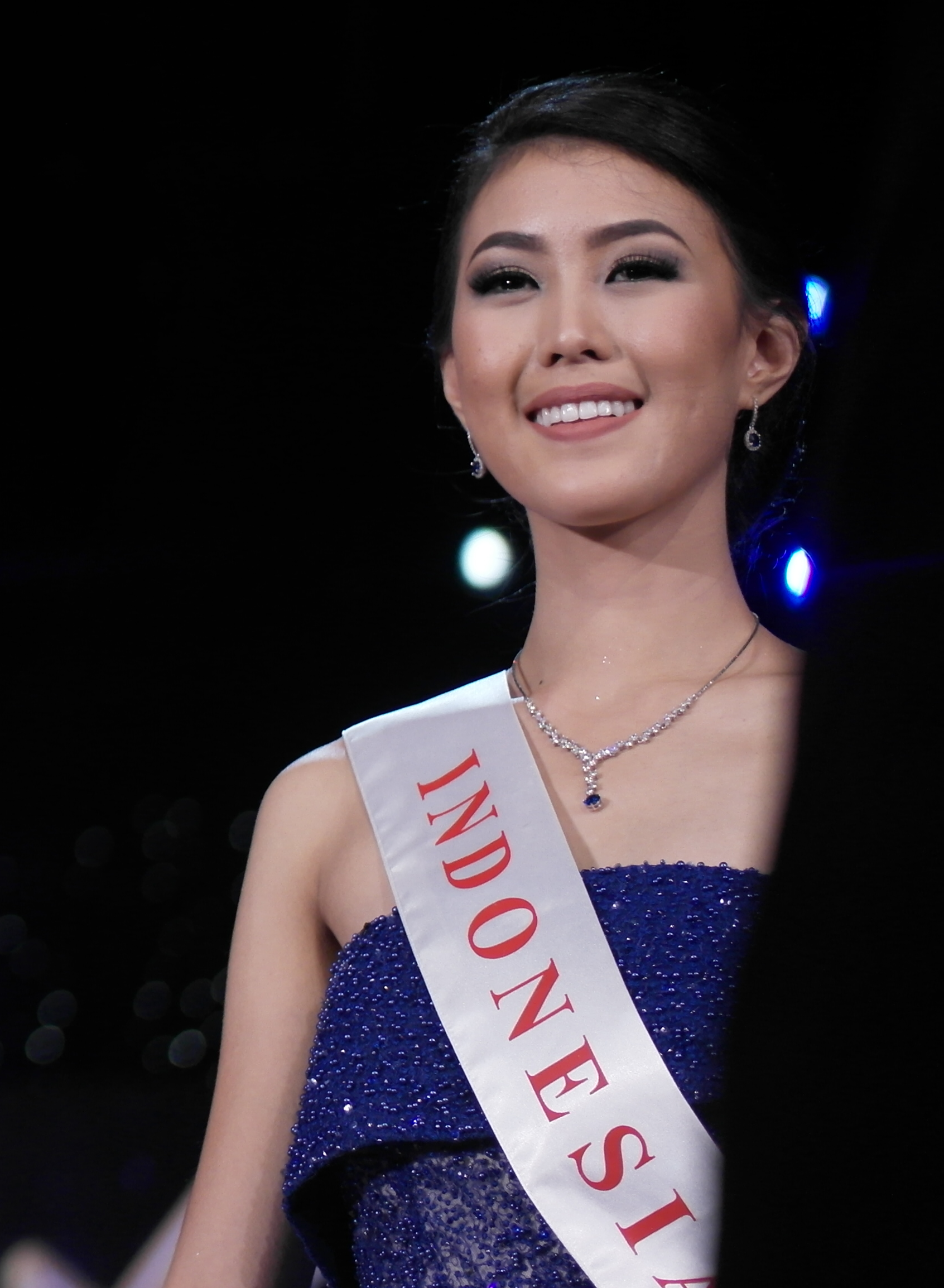
Natasha Mannuela, Miss Indonésie 2016.
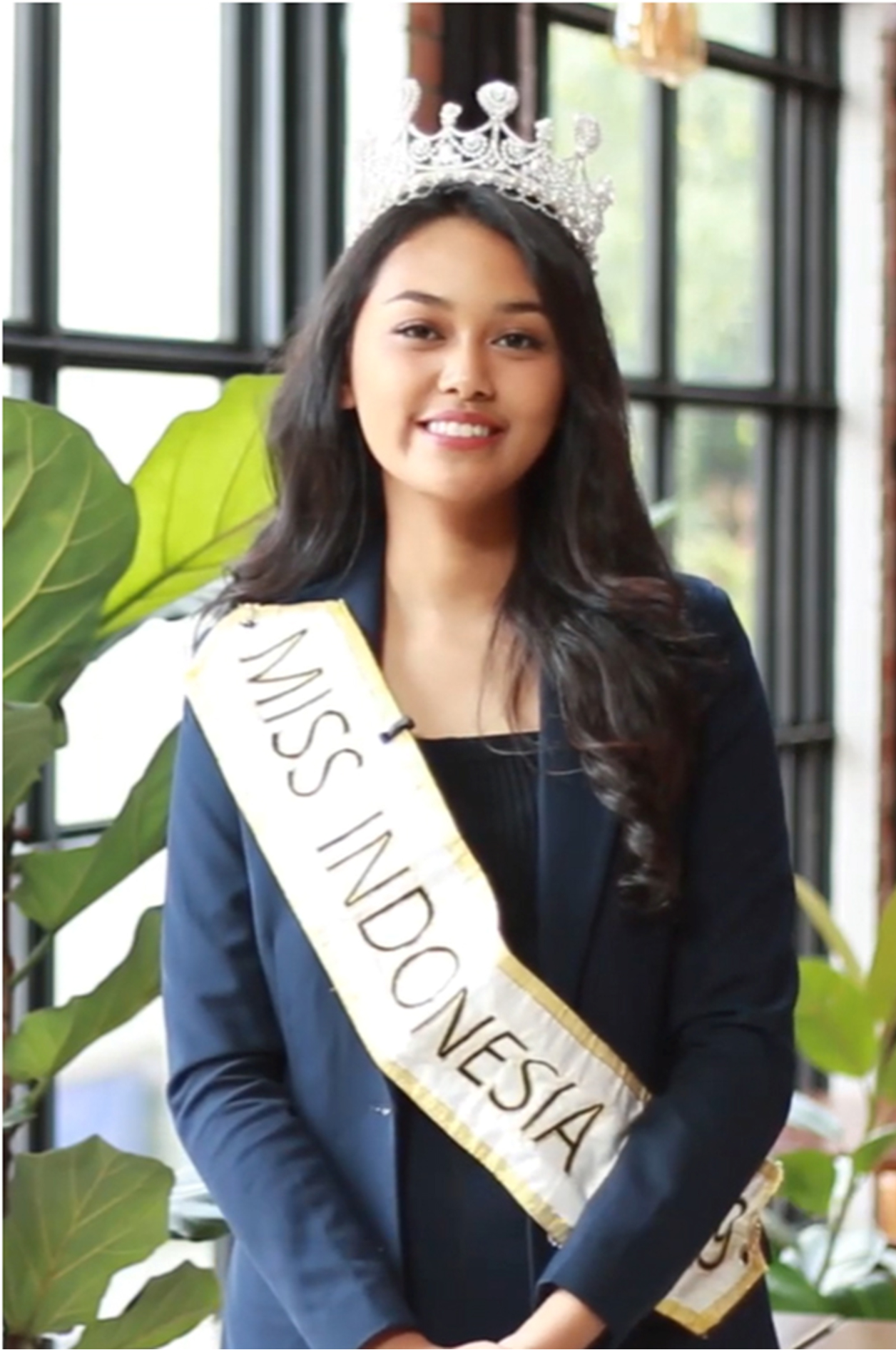
Princess Megonondo, Miss Indonésie 2019.

## Palmarès par province
| Titres | Provinces                        | Provinces | Années           |
| ------ | -------------------------------- | --------- | ---------------- |
| 03     | Java occidental                  |           | 2005, 2007, 2010 |
| 02     | Java oriental                    |           | 2008, 2011       |
| 01     | Territoire spécial de Yogyakarta |           | 2015             |
| 01     | Sulawesi occidental              |           | 2014             |
| 01     | Kalimantan occidental            |           | 2013             |
| 01     | Bali                             |           | 2012             |
| 01     | Jakarta SCR                      |           | 2009             |
| 01     | Sulawesi du Nord                 |           | 2006             |

## Catégories de récompenses
Récompenses actuelles
- Miss Amitié (Miss Friendship) - depuis 2005
- Miss Favorite (Miss Favorite) - depuis 2006
- Miss Belle peau (Miss Beautiful Skin) - depuis 2007
- Miss Style de vie (Miss Lifestyle) - depuis 2011
- Miss En ligne (Miss Online) - depuis 2012
- Miss Inspiration sociale (Miss Social Inspiration) - depuis 2015
- Miss Beau sourire (Miss Beautiful Smile) - depuis 2015

Récompenses passées
- Miss Tourisme & Culture (Miss Tourism & Culture), décerné uniquement en 2005
- Miss Talent (Miss Talent), décerné uniquement en 2006
- Miss Cheveux sains (Miss Healthy Hair), décerné uniquement en 2008
- Miss Corps sain (Miss Healthy Body), décerné uniquement en 2009
- Miss Sporty (Miss Sporty), décerné uniquement en 2009 et 2011
- Miss Mince & Saine (Miss Slim & Healthy), décerné uniquement en 2010
- Miss Innovation (Miss Innovation), décerné uniquement en 2010
- Miss Beau corps (Miss Beautiful Body) de 2010 à 2011
- Miss Saine (Miss Healthy), décerné uniquement en 2012
- Miss Très fraîche (Miss Very Fresh), décerné uniquement en 2013
- Miss Bavardage (Miss Chatting), décerné uniquement en 2014
- Miss Média social (Miss Social Media), décerné uniquement en 2014

## Victoires internationales et continentales
| Miss Asie-Pacifique           | 1 |      |                          |
| Miss Asie-Pacifique           | 1 | 1977 | Linda Emran              |
| Miss Asean                    | 1 |      |                          |
| Miss Asean                    | 1 | 1991 | Indira Paramarini Sudiro |
| Miss Supermodel International | 1 |      |                          |
| Miss Supermodel International | 1 | 2011 | Bunga Jelitha            |
| Miss Monde Muslimah           | 2 |      |                          |
| Miss Monde Muslimah           | 2 | 2011 | Dika Restiyani           |
| Miss Monde Muslimah           | 2 | 2012 | Nina Septiani            |